# Strenia
Strenia var i romersk mytologi hälsans och den allmänna välfärdens gudinna. Hon hade ett tempel och en lund på Via Sacra i Rom och var sabinernas gudinna. Hon anropades till välsignelse för det nya året och namnet har troligen samband med bruket i Rom att dela ut nyårspresenter, strenae, och  nyårshälsningar.